# Grande Assemblea Nazionale
La Grande Assemblea Nazionale (in rumeno: Marea Adunare Națională) è stato l'organo legislativo monocamerale della Repubblica Socialista di Romania (conosciuta come Repubblica Popolare Rumena prima del 1965). Dopo il rovesciamento del comunismo in Romania nel dicembre 1989, l'Assemblea nazionale venne sostituita da un organo bicamerale, il Parlamento della Romania, composto dalla Camera dei deputati e dal Senato.
La Grande Assemblea Nazionale veniva eletta ogni quattro anni e ciascuno dei suoi membri rappresentava 60.000 cittadini. Nonostante questo, come tutti gli altri legislatori comunisti, l'Assemblea è stata un timbro che ha contribuito a perpetuare l'illusione della democrazia.

## Storia

### Tra il 30 dicembre 1947 - 13 aprile 1948
La GAN è stata condotta da un presidio.

### Tra il 1948-1965
La Costituzione della Repubblica Popolare di Romania, pubblicata nella Gazzetta Ufficiale. 87 bis del 13 aprile, 1948, di cui prevede al capitolo 3:
Art. 22. Il Supremo organo del potere statale della Repubblica Popolare di Romania è la Grande Assemblea Nazionale.
Art. 23. La Grande Assemblea Nazionale è l'unico organo legislativo della Repubblica Popolare di Romania.
Art. 24. La Grande Assemblea Nazionale ha il potere di dirigere:
a) l'elezione del Presidio della Grande Assemblea Nazionale della Repubblica Popolare di Romania; 
b) la formazione del governo della Repubblica Popolare di Romania; 
c) la modifica della Costituzione; 
d) le questioni di guerra e di pace; 
e) i piani dell'economia nazionale; 
f) l'approvazione del bilancio dello Stato, la chiusura del bilancio e l'imposizione fiscale e delle entrate per il bilancio dello Stato; 
g) la determinazione del numero dei ministeri, il nome, la fusione e lo scioglimento degli stessi; 
h) la divisione territoriale della Repubblica Popolare delle regioni rumene; 
i) la concessione di amnistia; 
j) generalmente il controllo dell'applicazione della Costituzione.
Art. 25. La Grande Assemblea Nazionale è eletta dal popolo lavoratore, dai cittadini rumeni della Repubblica popolare, dalle circoscrizioni. La Grande Assemblea Nazionale è elettiva per 4 anni.
Art. 26. Una legge approvata viene conteggiata se votata a maggioranza semplice dalla Grande Assemblea Nazionale.

### Tra il 1965-1989
La Costituzione della Repubblica Socialista di Romania del 1965 prevede che:
Art. 4. Il titolare del potere sovrano, è il popolo, esercitante per mezzo della Grande Assemblea Nazionale e dei Consigli popolari, organismi eletti dal segreto universale, uguale, diretto ecc. La Grande Assemblea Nazionale e i Consigli popolari sono la base di tutto il sistema degli organi statali. La Grande Assemblea Nazionale è l'organo supremo del potere statale che gestisce tutti gli altri organi dello Stato.
Art. 25. I cittadini della Repubblica Socialista di Romania hanno il diritto di votare e di essere eletti alla Grande Assemblea Nazionale e ai Consigli popolari. La votazione è universale, uguale, diretta e segreta. Possono votare tutti i cittadini che hanno raggiunto l'età di 18 anni. I cittadini con diritto di voto che hanno raggiunto l'età di 23 anni possono essere eletti alla Grande Assemblea Nazionale e nei Consigli popolari.
TITOLO III ORGANI SUPREMI DEL POTERE STATALE
Grande Assemblea Nazionale
Art. 42. La Grande Assemblea Nazionale è l'organo supremo del potere statale e l'unico organo legislativo della Repubblica Socialista di Romania.
Art. 43. La Grande Assemblea Nazionale ha i seguenti compiti: 
1. Adottare e modificare la Costituzione della Repubblica Socialista di Romania;
2. Regolare il sistema elettorale;
3. Consultare il popolo per un referendum sulle misure di importanza riguardanti gli interessi supremi del paese;
4. Adottare misure per lo sviluppo nazionale, economico e sociale, del bilancio e del conto generale dell'esercizio di bilancio;
5. Potere di organizzare il Consiglio dei ministri; stabilire le norme generali per l'organizzazione e il funzionamento dei ministeri e degli altri organi centrali dello Stato;
6. Regolare l'organizzazione del sistema giudiziario e della procura;
7. Stabilire le regole dell'organizzazione e del funzionamento dei consigli popolari;
8. Stabilire l'organizzazione amministrativa del territorio;
9. Accordare l'amnistia;
10. Ratificare e denunciare i trattati internazionali che comportano la modifica delle leggi;
11. Eleggere e richiamare il Presidente della Repubblica Socialista di Romania;
12. Eleggere e richiamare il Consiglio di Stato;
13. Eleggere e richiamare il Consiglio dei ministri;
14. Eleggere e richiamare la Corte suprema e il procuratore generale;
15. Supervisionare l'applicazione generale della Costituzione. Solo la Grande Assemblea Nazionale decide sulla costituzionalità delle leggi;
16. Controllare l'attività del Presidente della Repubblica Socialista di Romania e il Consiglio di Stato;
17. Controllare l'attività del Consiglio dei ministri, ministeri e degli altri organi centrali dell'amministrazione statale;
18. Ascoltate i Rapporti Trimestrali sul lavoro, le decisioni di guida e il controllo della Corte Suprema;
19. Controllare l'attività PGO;
20. Esercitare il controllo globale delle attività popolari;
21. Stabilire la linea generale della politica estera;
22. Proclamare, nell'interesse della difesa del paese, l'ordine pubblico o la sicurezza dello Stato, la necessità, in alcune località o in tutto il paese;
23. Dichiarare la mobilitazione parziale o generale;
24. Dichiarare lo stato di guerra. Dichiarare lo stato di guerra solo se vi è un'aggressione armata contro la Repubblica Socialista di Romania o contro un altro Stato cui la Repubblica Socialista di Romania ha degli obblighi di mutua difesa assunti ai sensi dei trattati internazionali, se si verifica la situazione per la quale vi è l'obbligo di dichiarare lo stato di guerra.

## Poteri
Il suo ruolo era rappresentato dall'Art. 43 del 1965 della Costituzione della Romania e comprendeva 24 poteri, che andavano dalla modifica della costituzione per la nomina e la destituzione del Comandante Supremo dell'Esercito rumeno. Le risoluzioni richiedevano una maggioranza semplice.
L'Assemblea veniva convocata due volte l'anno per le sessioni ordinarie e per le sessioni straordinarie tante volte quanto richiesto dal Consiglio di Stato o da almeno un terzo dei membri dell'Assemblea. Le elezioni si svolgevano eleggendo i propri presidenti e quattro deputati a presiedere ogni sessione.
Formalmente, la Grande Assemblea Nazionale guadagnò potere nel tempo: la Costituzione del 1948 (articolo 39) concedeva solo otto poteri; la Costituzione del 1952 (articolo 24), 10.
Gli elettori potevano votare una sola lista di candidati della Democrazia Socialista e Unita (nota come Fronte Democratico Popolare (1947-1968) e il Fronte dell'unità socialista (1968-1980)), che fu dominato dal Partito comunista. A causa del controllo preventivo su tutti i candidati per l'ufficio, il PCR era efficacemente predeterminato alla composizione dell'Assemblea.
Secondo la carta costituzionale, era la più alta istituzione a livello del potere statale in Romania, e tutti gli altri organi dello Stato erano subordinati ad essa. In pratica, come tutte le altre legislature comuniste, fece poco più che dare tenore legale a decisioni già prese dal Partito Comunista.

## Elezioni del 1980
Secondo i risultati ufficiali del 9 marzo 1980, le elezioni, che elessero i 369 deputati, erano rappresentate dal 99,99% dei voti degli elettori registrati. Di questi, il 98,52% votò per i candidati ufficiali, il 1,48% votò contro e solo 44 voti sono stati dichiarati non validi.
192 seggi dell'Assemblea vennero occupati da donne e 47 seggi appartenevano a minoranze nazionali (soprattutto ungheresi e tedesche).

## Presidenti della Grande Assemblea Nazionale
| N. Camera precedente                   | N.   | Presidente            | Ritratto | Nascita-Morte | Inizio           | Fine             | Partito | Partito |
| -------------------------------------- | ---- | --------------------- | -------- | ------------- | ---------------- | ---------------- | ------- | ------- |
| Grande Assemblea Nazionale 1948 - 1989 |      |                       |          |               |                  |                  |         |         |
| 41°                                    | 1°   | Gheorghe Apostol      |          | 1913 - 2010   | 7 aprile 1948    | 11 giugno 1948   |         | PMR     |
| 42°                                    | 2°   | Constantin Agiu       |          | 1891 - 1961   | 11 giugno 1948   | 27 dicembre 1948 |         | PMR     |
| 43°                                    | 3°   | Constantin Pârvulescu |          | 1895 - 1992   | 27 dicembre 1948 | 5 luglio 1949    |         | PMR     |
| 44°                                    | 4°   | Dumitru Petrescu      |          | 1906 - 1969   | 5 luglio 1949    | 28 dicembre 1949 |         | PMR     |
| 45°                                    | 5°   | Alexandru Drǎghici    |          | 1913 - 1993   | 28 dicembre 1949 | 26 gennaio 1950  |         | PMR     |
| (44)°                                  | (4)° | Dumitru Petrescu      |          | 1906 - 1969   | 26 gennaio 1950  | 29 maggio 1950   |         | PMR     |
| 46°                                    | 6°   | Constantin Doncea     |          | 1904 - 1973   | 29 maggio 1950   | 6 settembre 1950 |         | PMR     |
| (41)°                                  | (1)° | Gheorghe Apostol      |          | 1913 - 2010   | 6 settembre 1950 | 5 aprile 1951    |         | PMR     |
| 47°                                    | 7°   | Ion Vincze            |          | 1910 - 1996   | 5 aprile 1951    | 26 marzo 1952    |         | PMR     |
| (41)°                                  | (1)° | Gheorghe Apostol      |          | 1913 - 2010   | 26 marzo 1952    | 6 giugno 1952    |         | PMR     |
| 48°                                    | 8°   | Gheorghe Stoica       |          | 1900 - 1976   | 2 giugno 1952    | 30 novembre 1952 |         | PMR     |
| (43)°                                  | (3)° | Constantin Pârvulescu |          | 1895 - 1992   | 23 gennaio 1953  | 5 marzo 1961     |         | PMR     |
| 49°                                    | 9°   | Ștefan Voitec         |          | 1900 - 1984   | 20 marzo 1961    | 28 marzo 1974    |         | PMR/PCR |
| 50°                                    | 10°  | Miron Constantinescu  |          | 1917 - 1974   | 28 marzo 1974    | 18 luglio 1974   |         | PCR     |
| 51°                                    | 11°  | Nicolae Giosan        |          | 1921 - 1990   | 26 luglio 1974   | 12 dicembre 1989 |         | PCR     |